# Ścinawka Średnia
Ścinawka Średnia (německy Mittelsteine, česky Střední Stěnava) je vesnice v gmině Radków v okrese Kladsko v Dolnoslezském vojvodství v Polsku.
V letech 1973–1976 byla vesnice součástí gminy Ścinawka Średnia, v letech 1975–1998 se administrativně nacházela ve Valbřišském vojvodství. V centru vsi se nachází gotický kostel sv. Maří Magdaleny, na dolním konci u silnice na Vambeřice filiální kostel Božího Těla. Pozoruhodností obce je veřejnosti zpřístupněný zámek Kapitanowo, původně středověká tvrz, později přestavovaná v renesančním i barokním slohu.